# Floriano Pietrocola

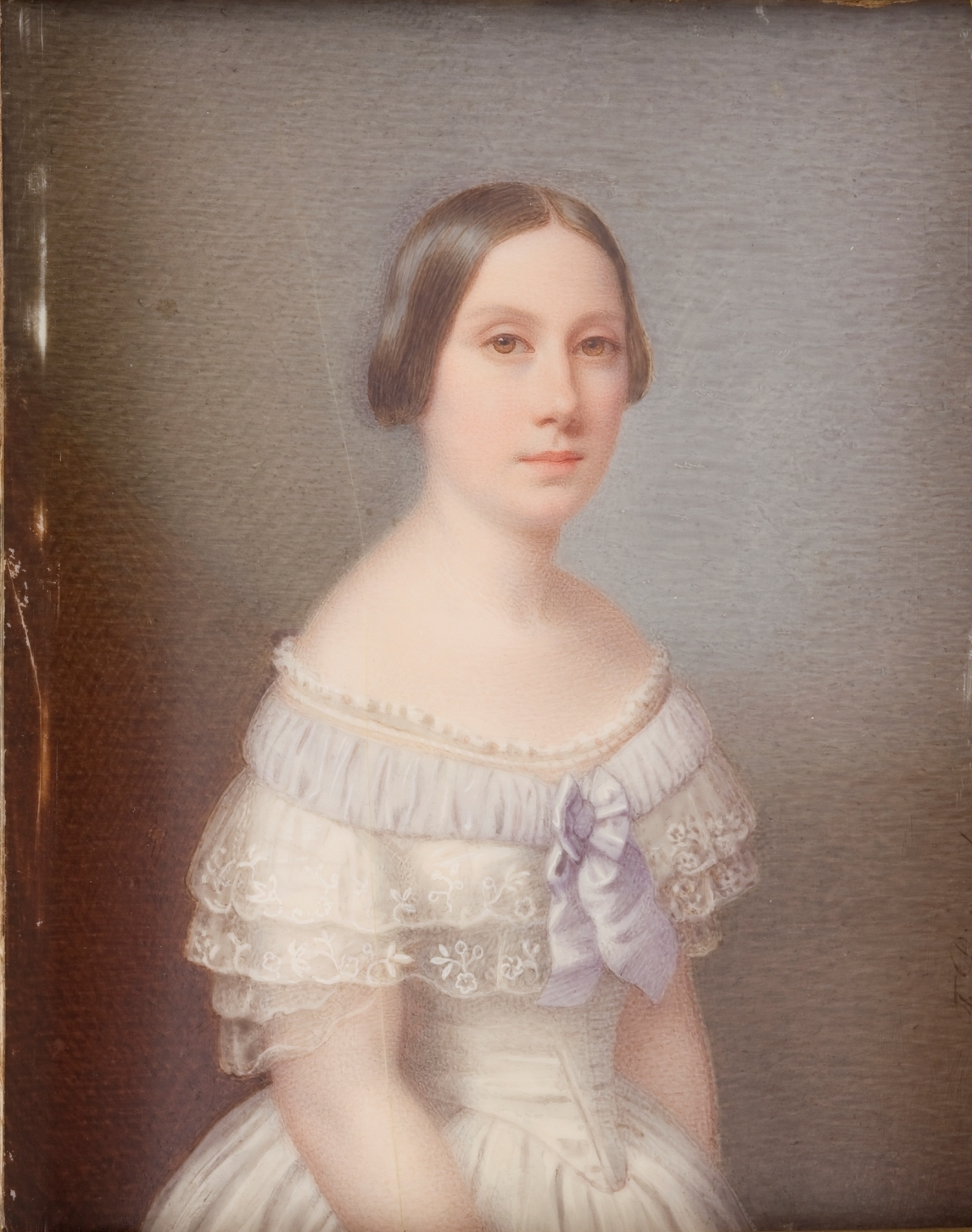
Retrato de María Carolina de Borbón-Due Sicilies

Floriano Pietrocola (Vasto, 3 de mayo de 1809 - Sant'Agata sui Due Golfi, 4 de agosto de 1899) fue un pintor y miniaturista italiano.

## Biografía
Floriano nació en Vasto (Chieti) en 1809 de Emanuele y Clementina dei Baroni Anelli. Recibió el nombre de su tío, el municipalista de la República Vastese, primo de Gabriele Rossetti, asesinado a los 20 años. También era hermano del anatomista Giuseppe Pietrocola.
Comenzó a pintar a una edad temprana, pero, destinado por su padre a trabajar como abogado, se trasladó a Nápoles a los 22 años para estudiar Derecho. Sin embargo, pronto abandonó sus estudios para especializarse en retratos iluminados, siguiendo los consejos de su maestro napolitano Costanzo Angelini. Fue un cotizado pintor de corte, alabado por la crítica internacional de la época. Residente en Chiaia, eligió como lugar de vacaciones y trabajo la «gran residencia del marqués Giovanni D'Andrea» en Sant'Agata sui Due Golfi donde vivía muchos meses al año y durante mucho tiempo en compañía de su hermano. Aquí realizó numerosas acuarelas que representan a las mujeres locales con sus coloridos trajes tradicionales. En 1846 de Maria Quadroli tuvo un yerno que le sucedió en su labor de retratista miniaturista. Esta sucesión, que pasó completamente desapercibida, también ha generado confusión entre los expertos que a menudo han atribuido a Floriano obras de su hijo Roberto.
Floriano murió en Sant'Agata sui Due Golfi en 1899..

## Obras

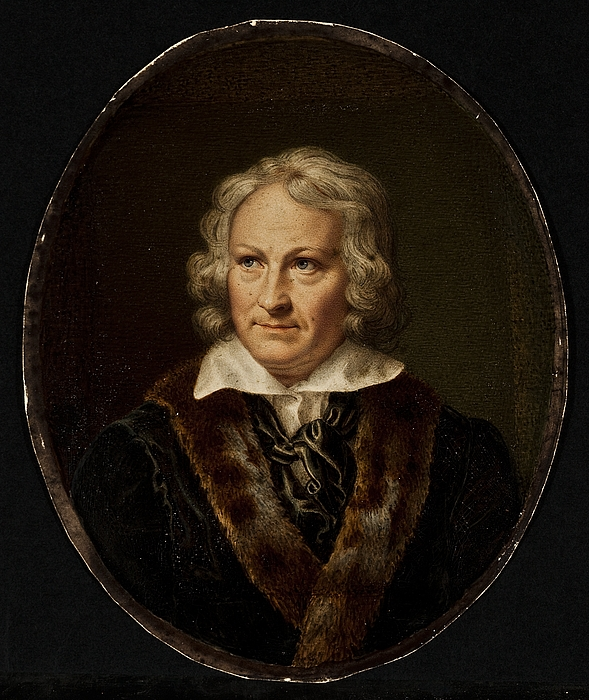
Retrato de Bertel Thorvaldsen

- Museo Thorvaldsen Copenhague. retrato de Bertel Thorvaldsen, ca. 1830;[7]
- Museo del Ejército Británico en Chelsea, retrato de George Thomas Napier, hacia 1840;[8]
- Hermitage, San Petersburgo, retrato de Sofía Mouravieva, circa 1842;[9]
- Museo del Prado, Madrid, retrato de María Carolina de Borbón-Due Sicilies, hacia 1850;[10]
- Museo Arqueológico Nacional de España Madrid, retrato de María Amalia de Borbón-Due Sicilies, hacia 1850;[11]
- Museo nazionale di San Martino de Nápoles, que alberga un retrato de la reina María Cristina de Saboya, y retratos del rey Francisco II de Borbón y su esposa María Sofía de Baviera.[12]